# Władysława Łuczka
Władysława Łuczka,  Władysława Łuczka-Bakuła (ur. 3 kwietnia 1954) – polska ekonomistka, profesor nauk ekonomicznych, profesor zwyczajny Uniwersytetu Przyrodniczego w Poznaniu, kierownik Katedry Ekonomii na Wydziale Ekonomiczno-Społecznym.

## Życiorys
Ukończyła studia w 1977 roku na Wydziale Handlowo-Towaroznawczym Akademii Ekonomicznej w Poznaniu, uzyskując tytuł zawodowy magistra ekonomii. Stopień doktora uzyskała w 1986 roku na Akademii Rolniczej w Poznaniu. Habilitowała się w 1996 roku na podstawie rozprawy "Uwarunkowania produkcji i konsumpcji żywności ekologicznej" na Wydziale Ekonomii Akademii Ekonomicznej w Poznaniu. W 2009 roku uzyskała tytuł profesora nauk ekonomicznych.
Zawodowo związana z Uniwersytetem Przyrodniczym w Poznaniu (wcześniej Akademią Rolniczą im. Augusta Cieszkowskiego w Poznaniu) i Państwową Wyższą Szkołą Zawodową w Koninie.
W 2007 roku była prodziekanem Wydziału Ekonomiczno-Społecznego Akademii Rolniczej im. Augusta Cieszkowskiego w Poznaniu.
Jest redaktorem tematycznym Journal of Agribusiness and Rural Development i członkiem Rady Naukowej Konińskich Studiów Społeczno-Ekonomicznych.
Promotor 5 prac doktorskich - Iwony Zyskowskiej, Małgorzaty Dolaty, Sławomira Kalinowskiego, Joanny Smoluk-Sikorskiej, Lidii Jabłońskiej-Porzuczek.

## Zainteresowania badawcze
Zainteresowania naukowe koncentrują się wokół problematyki rynku żywności ekologicznej i zarządzania środowiskowego w przedsiębiorstwie oraz konkurencyjności przedsiębiorstw przemysłu rolno-spożywczego.

## Ważniejsze publikacje
- Od ekologicznego rolnictwa do rynku ekologicznej żywności, WiS, Poznań 1993, s. 123.
- Uwarunkowania produkcji i konsumpcji żywności ekologicznej, Wyd. Akademii Ekonomicznej w Poznaniu, Poznań 1995, s. 175.
- (red.) Gospodarka żywnościowa i obszary wiejskiej wobec procesu globalizacji, Wyd. AR w Poznaniu, Poznań 2004, s. 194.
- Stan i kierunki rozwoju infrastruktury gospodarczej obszarów wiejskich Wielkopolski, Wyd. Akademii Rolniczej, Poznań 2005, s. 142 (współautor M. Dolata).
- Czynniki rozwoju małych i średnich przedsiębiorstw, Wyd. PWSZ w Koninie i Prodruk, Poznań, s. 132 (współautor I. Zyskowska).
- (red.) Internacjonalizacja i globalizacja – wyzwania i zagrożenia dla gospodarki żywnościowej i obszarów wiejskich, Wyd. Prodruk, Poznań 2005, s. 94.
- (red.) Zarządzanie jakością, środowiskiem i bezpieczeństwem wyrobów. Teoria i praktyka, Wyd. Prodruk, Poznań 2005, s. 232.
- Ubóstwo ludności wiejskiej w Wielkopolsce, Wyd. Akademii Rolniczej w Poznaniu 2007, Poznań (współautor S. Kalinowski).
- (red.) Mikroekonomia. Wybrane zagadnienia, Wyd. Akademii Rolniczej w Poznaniu, Poznań 2007.
- Rynek żywności ekologicznej. Wyznaczniki i uwarunkowania rozwoju, PWE, Warszawa 2008, s. 244.
- (red.) Podstawy mikro- i makroekonomii. Problemy - Testy - Zadania, Wydawnictwo Uniwersytetu Przyrodniczego w Poznaniu, Poznań 2012, s. 339.
- Uwarunkowania handlu detalicznego żywnością ekologiczną, Wyd. Difin, Warszawa 2014, s. 173 (współautor J. Smoluk-Sikorska).
- Barriers to the Development of Organic Farming: A Polish Case Study. Agriculture 2020, 10, 536[4] (współautor S. Kalinowski)
- Organic Farming Support Policy in a Sustainable Development Context: A Polish Case Study. Energies 2021, 14, 4208[5] (współautorzy S. Kalinowski, N. Shmygol)